# الليلادي (ألبوم)
الليلادي هو الالبوم الثالث والعشرين للفنان المصري عمرو دياب، تم إصداره عام 2007 من إنتاج شركة روتانا للصوتيات والمرئيات.

## قائمة الأغاني
| الرقم | اسم الاغنية      | المدة | الشاعر          | الملحن       | الموزع      |
| ----- | ---------------- | ----- | --------------- | ------------ | ----------- |
| 1     | نقول إيه         | 04:01 | أيمن بهجت قمر   | عمرو مصطفى   | حسن الشافعي |
| 2     | الليلادي         | 02:55 | أيمن بهجت قمر   | عمرو مصطفى   | حسن الشافعي |
| 3     | طول ما أنا شايفك | 03:28 | مجدي النجار     | محمد يحيى    | حسن الشافعي |
| 4     | حكايات           | 04:04 | مجدي النجار     | محمد يحيى    | حسن الشافعي |
| 5     | إنت الغالي       | 03:47 | مجدي النجار     | البدري كلباش | حسن الشافعي |
| 6     | روحي مرتحالك     | 03:41 | أمير طعيمة      | محمد يحيى    | فهد         |
| 7     | قالتلي قول       | 03:28 | بهاء الدين محمد | عمرو دياب    | فهد         |
| 8     | وفهمت عنيك       | 03:41 | خالد تاج الدين  | عمرو مصطفى   | حسن الشافعي |
| 9     | ضحكت             | 03:29 | بهاء الدين محمد | عمرو دياب    | فهد         |
| 10    | خليك معايا       | 03:54 | أيمن بهجت قمر   | محمد يحيى    | حسن الشافعي |

## فيديو كليب نقول إيه
تم عرض فيديو نقول إيه لأول مرة في 14 أغسطس 2007 حصريا علي قناة روتانا، وبعدها بدقائق تم عرضه على التلفزيون المصري في برنامج البيت بيتك. الكليب تم تصويره في كاليفورنيا، أمريكا وهو من إخراج المخرج المصري مروان حامد وقد ظهرت معه في الكليب الممثلة الأمريكية وعارضة الأزياء ناتالي مارتينيز.

## مبيعات
ألبوم الليلادي استطاع اختراق كل التوقعات ويعد من أكثر ألبوماته نجاحا، ليعود إلى الصدارة التي تعود عليها جماهير عمرو في كل سباقات الألبومات الرسمية والفيرجن ميغا ستور لمدة طويلة، مذكرا بذلك بالنجاحات الخارقة لألبوماته نور العين وتملي معاك وأكتر واحد، لينضم الليلادي إلى هذه القائمة البيضاء، محتلا بذلك المركز الأول في فيرجن ميغا ستور مصر لمدة 22 أسبوعا متواصلة.

## جوائز
- حصل عمرو دياب للمرة الثالثة على جائزة ورلد ميوزك أوردز عن البوم الليلادي كأعلى نسبة مبيعات في الشرق الأوسط.[3]